# Слонимский, Зиновий Яковлевич
Зиновий Яковлевич Слонимский (Хаим-Зелик Слонимский, идиш חַיִּים זֶעלִיג בֶּן יַעֲקֹב סלאָנימסקי‎; 31 марта 1810, Белосток, Гродненская губерния, Российская империя — 15 мая 1904, Варшава) — еврейский писатель, учёный и изобретатель, популяризатор науки, активный деятель польского еврейства XIX века; родоначальник разветвлённого семейства литераторов, композиторов и учёных Слонимских.

## Биография
Зиновий Яковлевич Слонимский родился в 1810 году в городе Белостоке, в бедной еврейской семье. Самоучкой приобрёл обширные познания по математике, физике и технике. Чтобы приобрести право заниматься наукой, вынужден был развестись с первой женой и переехать из Белостока в Варшаву, где нашел поддержку у известного изобретателя Авраама Штерна, польско-еврейского академика.
Обратил на себя внимание изобретением оригинальной по конструкции вычислительной машины, за которую получил в 1845 году половину Демидовской премии (2500 рублей). Устройство этой машины, по отзыву академиков Фуса и Буняковского, основано на особой арифметической теореме, «весьма примечательной, открытой и доказанной Слонимским». Буняковский также ходатайствовал о разрешении Слонимскому кратковременного пребывания в Петербурге, где евреям до революции, вообще говоря, жить запрещалось.
Ещё раньше, в 1844 году, в бытность Слонимского в Берлине, многие известные ученые — Александр фон Гумбольдт, профессора Карл Якоби, Фридрих Бессель, Иоганн Энке, Август Крелле — приняли участие в этом изобретении и в его авторе. Гумбольдт представил Слонимского королю Пруссии. Предполагалось обеспечить его материальными средствами, чтобы он мог поселиться в Берлине и занять впоследствии кафедру математики в одном из прусских университетов; но семейные обстоятельства помешали ему воспользоваться этим предложением.
Зиновий Яковлевич Слонимский придумал также небольшой инструмент для сложения и вычитания, удобный для употребления вместо обыкновенных русских счётов. Получил патент на усовершенствование паровой машины
Всего больше он трудился над распространением научных знаний между своими единоверцами. Его сочинения, написанные на иврите, отличаются точностью и ясностью стиля (таковы этюды о вечности материи, о трудах Гумбольдта, популярный курс математики и др.).
Математическое дарование и изобретательность, которыми он в молодости поражал ученых теоретиков и практиков, не нашли себе надлежащего применения, отчасти вследствие неблагоприятных условий воспитания и быта русских евреев того времени, отчасти под влиянием личных особенностей ума и характера Слонимского.
Материальные заботы долго не покидали его, а уменье устраивать свои дела было ему совершенно чуждо. Найдя решение какой-нибудь теоретической или практической задачи, он не торопился печатать свою работу и часто довольствовался лишь тем умственным удовлетворением, которое она ему доставляла; модели и чертежи его изобретений иногда откладывались им в сторону на многие годы, до тех пор, пока заграничные специальные журналы не сообщали об этих изобретениях, как о новых успехах техники, составляющих заслугу какого-нибудь немецкого или французского инженера.
Придумал квадруплексную связь: напечатал «Описание способа передачи двух различных депеш и в то же самое время приема двух других депеш по одному и тому же проводнику» (1859).
Вырученную в Лондоне за вычислительную машину сумму он употребил на арендование земли близ города Томашова, занялся огородничеством и делал опыты приготовления гончарных изделий по новому придуманному им способу.
В 1861 году он основал в Варшаве популярно-научную еженедельную газету на иврите, под названием «Гацефира» («Рассвет»); издание не прекратилось даже во время польского восстания 1863 года. До начала 1870-х годов Слонимский был инспектором раввинского училища в Житомире, после чего возобновил издание «Гацефиры», сначала в Берлине, потом в Варшаве. Его газета стала выходить три раза в неделю, затем ежедневно, с обычными отделами литературно-политических газет.
Кроме огромного числа научно-популярных статей по разным вопросам естествознания, напечатанных в газете «Гацефира», изданы отдельно: «Meziath ha-nefesch» (О бессмертии души, Варш., 1852), «Jisode ha-ibbur» (Основы еврейского календаря, 1852), «Chochmath ha-schiur» (Геометрия, Варш. 1866) и др.
В 1884 году было торжественно отпраздновано 50-летие литературной деятельности Слонимского.
Зиновий Яковлевич Слонимский скончался в 1904 году.
Сын — публицист Людвиг Зиновьевич Слонимский; внуки — поэт Антони Слонимский, писатель Михаил Слонимский, литературовед Александр Слонимский и композитор Николас Слонимский.

## Издания на русском языке
- Слонимский З. Описание нового числительного инструмента, изобретенного Зелигом Слонимским и удостоенного от Акад. наук второстепенной Демидовской премии / [Зелиго Слонимский]. — СПб., 1845. — 24, VII с., 2 л. табл. ил.
- Слонимский З. Я. Описание способа передачи двух различных депеш и в то же самое время приема двух других депеш по одному и тому же проводнику / [Соч.] З. Слонимского. — СПб. : Тип. М. О. Вольфа, 1859. — IV, 37 с., 1 л. черт.